# Niederösterreichische Landeskliniken-Holding
Die Niederösterreichische Landeskliniken-Holding war der organisatorische Zusammenschluss der vom Land Niederösterreich betriebenen Krankenhäuser und Ausbildungsstandorte für Pflegepersonal. Die NÖ Landeskliniken-Holding mit Sitz in St. Pölten war von 1. Juli 2004 bis 30. Juni 2020 für die Führung und den Betrieb der Niederösterreichischen Krankenanstalten an 27 Standorten zuständig.
Mit 1. Jänner 2020 erfolgte die Gründung der NÖ Landesgesundheitsagentur, unter der die Krankenhäuser und Ausbildungsstandorte mit den NÖ Pflege-, Betreuungs- und Förderzentren unter ein gemeinsames Dach zusammengeführt wurden. Seit 1. Juli 2020 ist die NÖ Landesgesundheitsagentur für die Errichtung und den Betrieb der NÖ Gesundheitseinrichtungen verantwortlich.

## Aufgabe
Die Niederösterreichische Landeskliniken-Holding war für die gemeinsame Steuerung und die Betriebsführung der Niederösterreichischen Landeskrankenanstalten zuständig.
Zu ihren Aufgaben zählten unter anderem
- die Aufrechterhaltung eines modernen medizinischen Standards,

- eine optimale Pflege der Patientinnen und Patienten und die
- Schaffung moderner Strukturen.[1]

## Rechtliche Stellung
Die Landeskliniken-Holding war Bestandteil des Niederösterreichischen Gesundheits- und Sozialfonds NÖGUS. Die Rechtsträgerschaft für die Landeskrankenanstalten lag beim Land Niederösterreich.

## Spitäler
- Universitätsklinikum St. Pölten (seit 2005)
- Universitätsklinikum Krems (seit 2006)
- Universitätsklinikum Tulln (seit 2004)
- Landesklinikum Allentsteig (seit 2006)
- Landesklinikum Amstetten (seit 2005)
- Landesklinikum Baden (seit 2004)
- Landesklinikum Gmünd (seit 2005)
- Landesklinikum Hainburg (seit 2005)
- Landesklinikum Hochegg (seit 2004)
- Landesklinikum Hollabrunn (seit 2005)
- Landesklinikum Horn (seit 2006)
- Landesklinikum Klosterneuburg (seit 2008)
- Landesklinikum Korneuburg (seit 2007)
- Landesklinikum Lilienfeld (seit 2005)
- Landesklinikum Mauer (seit 2004)
- Landesklinikum Melk (seit 2006)
- Landesklinikum Mistelbach (seit 2005)
- Landesklinikum Mödling (seit 2004)
- Landesklinikum Neunkirchen (seit 2008)
- Landesklinikum Scheibbs (seit 2006)
- Landesklinikum Stockerau (seit 2007)
- Landesklinikum Waidhofen/Thaya (seit 2005)
- Landesklinikum Waidhofen/Ybbs (seit 2006)
- Landesklinikum Wiener Neustadt (seit 2008)
- Landesklinikum Zwettl (seit 2006)

## Ausbildungsstätten
Neben den 27 Klinik-Standorten zählten auch 14 Schulstandorte für Gesundheits- und Krankenpflege zu den Einrichtungen der NÖ Landeskliniken-Holding.

### Allgemeine Gesundheits- und Krankenpflegeschulen
- Amstetten
- Baden
- Hollabrunn
- Horn
- Mistelbach
- Neunkirchen
- Scheibbs
- Stockerau
- St. Pölten
- Tulln
- Wiener Neustadt
- Zwettl

### Psychiatrische Gesundheits- und Krankenpflegeschulen
- Mauer
- Tulln

### Schulen für den medizinisch-technischen Fachdienst
- Gmünd
- St. Pölten